# Narain Karthikeyan
Kumar Ram Narain Karthikeyan (Chenai, 14 de janeiro de 1977) é um automobilista indiano que atualmente atua na Super Formula, mas teve uma breve passagem pela Fórmula 1 pelas equipes Jordan e Hispania Racing Team

## Carreira

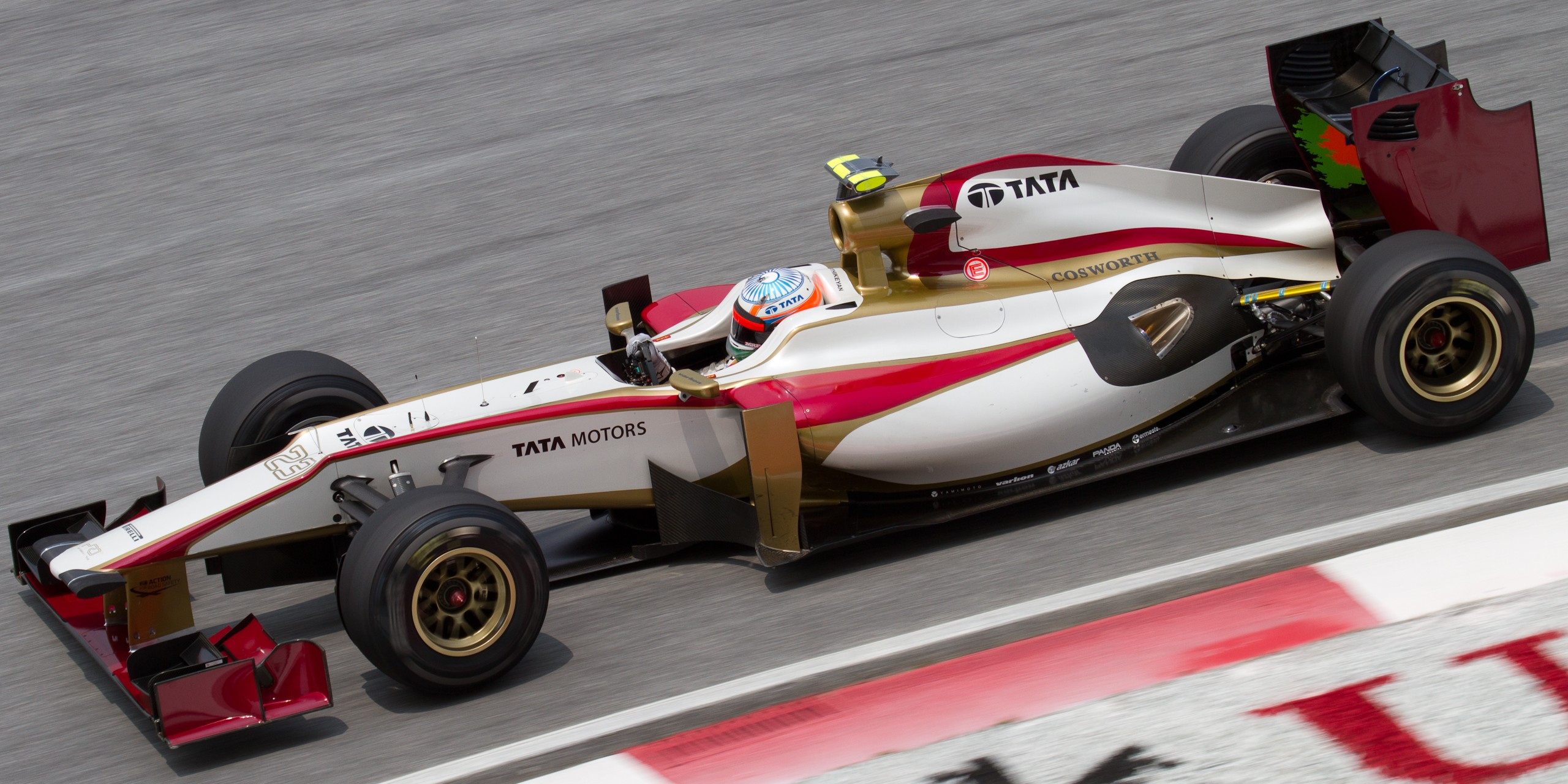
Karthikeyan pela HRT em 2012.

Disputou as categorias Fórmula 3 inglesa, Fórmula Nippon, World Series by Renault, até quando ingressou na Temporada de Fórmula 1 de 2005 pela extinta equipe Jordan.
Entre 2006 e 2007 foi piloto de testes da Williams F1. Inicia em 2007 a disputar a A1 Grand Prix pela A1 Team Índia.
Em 2010 anunciou sua disputa na NASCAR Camping World Truck Series, onde obteve bons resultados.
Em janeiro de 2011, Narain Karthikeyan fechou contrato com a equipe HRT e disputou a temporada da F1 do GP da Austrália até o GP da Europa, então sendo substituído pelo jovem australiano Daniel Ricciardo na GP da Grã-Bretanha em diante. Em fevereiro de 2012 foi o último piloto a ser anunciado para a temporada de 2012.
Em 2012, novamente com um carro sem condições, ficou apenas em 24°no campeonato mundial, ficando apenas a frente do espanhol Pedro de la Rosa.
Karthikeyan pilotou pelas equipes Zele Racing e Super Nova Racing na temporada da Auto GP em 2013. Após passar da Zele Racing para a Super Nova Racing, na última parte da temporada, ele venceu 5 corridas e 4 poles position e no final, terminou em 4º no campeonato, sendo o piloto que mais marcou ponto nesse período.
Em 2014, migrou-se para a Super Formula, onde teve pouco destaque, conseguindo como melhor resultado, um 6° lugar.
Em 2015, o indiano mudou de equipe, conseguindo seu primeiro pódio na categoria no Circuito de Suzuka, onde também havia corrido na fórmula 1.

## Resultados nas corridas da F1
| Temporada | Equipe            | Chassis           | Motor              | 1      | 2       | 3       | 4      | 5       | 6       | 7       | 8       | 9      | 10     | 11      | 12      | 13     | 14      | 15      | 16     | 17     | 18      | 19      | 20     | Classificação | Pontos |
| --------- | ----------------- | ----------------- | ------------------ | ------ | ------- | ------- | ------ | ------- | ------- | ------- | ------- | ------ | ------ | ------- | ------- | ------ | ------- | ------- | ------ | ------ | ------- | ------- | ------ | ------------- | ------ |
| 2005      | Jordan Grand Prix | Jordan EJ15/EJ15B | Toyota RVX-05 V10  | AUS 15 | MAL 11  | BAH Ret | SAN 12 | ESP 13  | MÔN Ret | EUR 16  | CAN Ret | EUA 4  | FRA 15 | GBR Ret | ALE 16  | HUN 12 | TUR 14  | ITA 20  | BEL 11 | BRA 15 | JAP 15  | CHN Ret |        | 18°           | 5      |
| 2011      | HRT F1 Team       | HRT F111          | Cosworth CA2011 V8 | AUS NQ | MAL Ret | CHN 23  | TUR 21 | ESP 21  | MON 17  | CAN 17  | EUR 24  | GBR    | ALE AT | HUN     | BEL     | ITA    | CIN AT  | JAP AT  | COR AT | IND 17 | EAU     | BRA     |        | 26º           | 0      |
| 2012      | HRT F1 Team       | HRT F112          | Cosworth CA2012 V8 | AUS NQ | MAL 22  | CHN 22  | BHR 21 | ESP Ret | MON 15  | CAN Ret | EUR 18  | GBR 21 | ALE 23 | HUN Ret | BEL Ret | ITA 19 | CIN Ret | JAP Ret | COR 20 | IND 21 | EAU Ret | EUA 22  | BRA 18 | 24º           | 0      |